# Gametófito

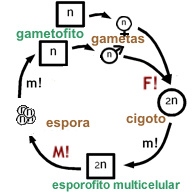
Diagrama esquemático del ciclo de vida haplo-diplonte (con alternancia de generaciones multicelulares.
Referencias:
n : generación haploide (gametofítica)
2n : generación diploide (esporofítica)
m! : mitosis
M! : meiosis
F! : fecundación
círculo: primer estadio del ciclo de vida, unicelular
cuadrado: estadios siguientes del ciclo de vida, multicelulares

El gametófito (o gametofito) es el individuo de la generación haploide en las plantas con ciclo de vida haplo-diplonte (es decir, con generaciones alternadas de individuos haploides y diploides). El gametófito es descendiente de un individuo adulto fértil de la generación diploide (llamado esporófito), y a su vez tendrá descendientes directos que también serán diploides (esporófitos).

## Características
El gametófito es en un principio una única célula haploide originada por meiosis en el esporófito (el individuo adulto diploide multicelular), pero a diferencia de lo que pasa con los humanos, por ejemplo, esta célula haploide posteriormente se desarrolla por mitosis, dando un individuo adulto multicelular. Es este adulto multicelular el que dará los gametos fértiles que se unirán durante la fecundación, dando un nuevo individuo diploide.
El gametófito produce los gametos masculinos o femeninos (o ambos). No hay cambio de número de cromosomas en el gameto, que tiene la misma cantidad haploide de cromosomas que el gametófito y, por lo tanto, en este caso los gametos son producidos por mitosis (esto es una diferencia con lo que pasa en el ciclo de vida diplonte que poseen los animales, por ejemplo). La fusión de los gametos masculinos y femeninos produce el cigoto diploide.
En los musgos (Bryophyta sensu lato) y en los helechos y sus afines, el gametófito es la fase más visible del ciclo de vida. En los briofitos se dice que el gametófito es "la fase dominante" del ciclo de vida, porque es fotosintético y el que debe resistir la presión de selección del ambiente. En cambio, en las otras plantas terrestres el gametófito es muy pequeño (como en los helechos) o en plantas con semilla (Spermatophyta), donde el saco embrionario se conoce como megagametófito y la forma masculina (contenida en el grano de polen) se llama microgametófito.

## Plantas terrestres
En las plantas terrestres embriofitas, la anisogamia es universal. Al igual que en los animales, los gametos femeninos y masculinos se denominan, respectivamente, óvulos y espermatozoides. En las plantas terrestres existentes, tanto el esporofito como el gametofito pueden ser reducidos (heteromórficos). Ningún gametofito existente tiene estomas, pero se han encontrado en especies fósiles como el Aglaophyton del Devónico temprano.

### Briofitas
En las briofitas (musgos, hepáticas y hornabeques), el gametofito es la etapa más visible del ciclo vital. El gametofito de las briofitas tiene una vida más larga, es nutricionalmente independiente y los esporofitos están unidos a los gametofitos y dependen de ellos. Cuando una espora de musgo germina, crece hasta producir un filamento de células (llamado protonema). El gametofito maduro de los musgos se desarrolla en brotes frondosos que producen órganos sexuales (Gametangio) que producen gametos.   Los huevos se desarrollan en arquegonio y los espermatozoides en anteridio.
En algunos grupos de briofitas, como muchas hepáticas del orden Marchantiales, los gametos se producen en estructuras especializadas llamadas gametóforos (o gametangióforos).

### Plantas vasculares
Todas las plantas vasculares son esporofitas dominantes, y es evidente una tendencia hacia gametofitos femeninos más pequeños y dependientes de los esporofitos a medida que las plantas terrestres evolucionaron la reproducción por semillas.
Aquellas plantas vasculares, como los musgos y muchos helechos, que producen un solo tipo de espora se dice que son homospóricas. Tienen gametofitos exospóricos, es decir, el gametofito es de vida libre y se desarrolla fuera de la pared de la espora. Los gametofitos exospóricos pueden ser bisexuales, capaces de producir tanto esperma como óvulos en el mismo talo (monoico), o especializados en organismos masculinos y femeninos separados (dioico).
En las plantas vasculares heterosporias (plantas que producen tanto microsporas como megasporas), los gametofitos se desarrollan endosporalmente (dentro de la pared de la espora). Estos gametofitos son dioicos, produciendo o bien espermatozoides o bien óvulos, pero no ambos.

#### Helechos
En la mayoría de los helechos, por ejemplo, en el helecho leptosporangiado Dryopteris, el gametofito es un organismo fotosintético de vida libre llamado prótalo que produce gametos y mantiene al esporofito durante su desarrollo multicelular temprano. Sin embargo, en algunos grupos, especialmente el clado que incluye a las Ophioglossaceae y las Psilotaceae, los gametofitos son subterráneos y subsisten formando relaciones micotróficas con los hongos. Los helechos homospóricos segregan una sustancia química llamada anteridiógeno.

#### Licófitos
Las lycophytes existentes producen dos tipos diferentes de gametofitos. En las familias homospóricas Lycopodiaceae y Huperziaceae, las esporas germinan en gametofitos bisexuales de vida libre, subterráneos y micótrofos que obtienen los nutrientes de la simbiosis con hongos. En Isoetes y Selaginella, que son heterosporos, las microsporas y megasporas se dispersan desde los esporangios de forma pasiva o por eyección activa. Las microsporas producen microgametofitos que producen esperma. Las megasporas producen megagametofitos reducidos dentro de la pared de la espora. En la madurez, la megaspora se abre en la sutura trilete para permitir que los gametos masculinos accedan a los óvulos en los arquegonios del interior. Los gametofitos de Isoetes parecen ser similares en este aspecto a los de las extintas licopitas arborescentes del Carbonífero Lepidodendron y Lepidostrobus.

#### Plantas con semillas
El ciclo de vida de los gametofitos de las plantas con semillas es aún más reducido que en los taxones basales (helechos y licófitos). Los gametofitos de las plantas con semillas no son organismos independientes y dependen del tejido dominante del esporofito para obtener nutrientes y agua. A excepción del polen maduro, si el tejido del gametofito se separa del tejido del esporofito no sobrevivirá. Debido a esta compleja relación y al pequeño tamaño del tejido del gametofito -en algunas situaciones unicelular-, diferenciar con el ojo humano o incluso con un microscopio el tejido del gametofito de la planta de semilla y el tejido del esporofito puede ser un reto. Aunque el tejido gametofítico de las plantas de semilla está compuesto normalmente por células haploides mononucleadas (1 x n), pueden darse circunstancias específicas en las que la ploidía varía ampliamente a pesar de seguir considerándose parte del gametofito.
En las gimnospermas, los gametofitos masculinos se producen en el interior de las microsporas dentro de los microsporangios situados en el interior de los conos masculinos o microstrobili. En cada microspora se produce un único gametofito, formado por cuatro células haploides producidas por la división meiótica de una célula madre de microspora diploide. En la madurez, cada gametofito derivado de la microspora se convierte en un grano de polen. Durante su desarrollo, el agua y los nutrientes que requiere el gametofito masculino son proporcionados por el tejido del esporofito hasta que son liberados para la polinización. El número de células de cada grano de polen maduro varía entre los órdenes de gimnospermas. Las Cycadophyta tienen granos de polen de 3 células mientras que las Ginkgophyta tienen granos de polen de 4 células. Las Gnetophyta pueden tener granos de polen de 2 o 3 células dependiendo de la especie, y los granos de polen de las Coniferophyta varían enormemente desde una sola célula hasta 40 células. Una de estas células es típicamente una célula germinal y otras células pueden consistir en una única célula tubular que crece para formar el tubo polínico, células estériles, y/o células protonales que son ambas células vegetativas sin una función reproductiva esencial. Después de que la polinización tenga éxito, el gametofito masculino continúa desarrollándose. Si no se ha desarrollado una célula tubular en el microstrobilus, se crea una después de la polinización mediante mitosis. La célula tubular crece en el tejido diploide del cono femenino y puede ramificarse en el tejido del megastrobilus o crecer directamente hacia el óvulo. El tejido esporofítico del megastrobo proporciona nutrientes al gametofito masculino en esta fase. En algunas gimnospermas, la célula tubular creará un canal directo desde el lugar de la polinización hasta el óvulo, en otras gimnospermas, la célula tubular se romperá en medio del tejido esporofítico megastrobilus. Esto ocurre porque en algunos órdenes de gimnospermas, la célula germinal no es móvil y se necesita una vía directa, sin embargo, en Cycadophyta y Ginkgophyta, la célula germinal es móvil debido a que flagella está presente y no se necesita una vía directa de la célula tubular desde el lugar de polinización hasta el óvulo. En la mayoría de las especies, la célula germinal puede describirse más específicamente como un espermatozoide que se aparea con el óvulo durante la fecundación, aunque no siempre es así. En algunas especies de Gnetophyta, la célula germinal libera dos núcleos de esperma que se someten a un raro proceso de doble fertilización en gimnospermas que se produce únicamente con núcleos de esperma y no con la fusión de células desarrolladas. Una vez completada la fecundación en todos los órdenes, el tejido restante del gametofito masculino se deteriorará.

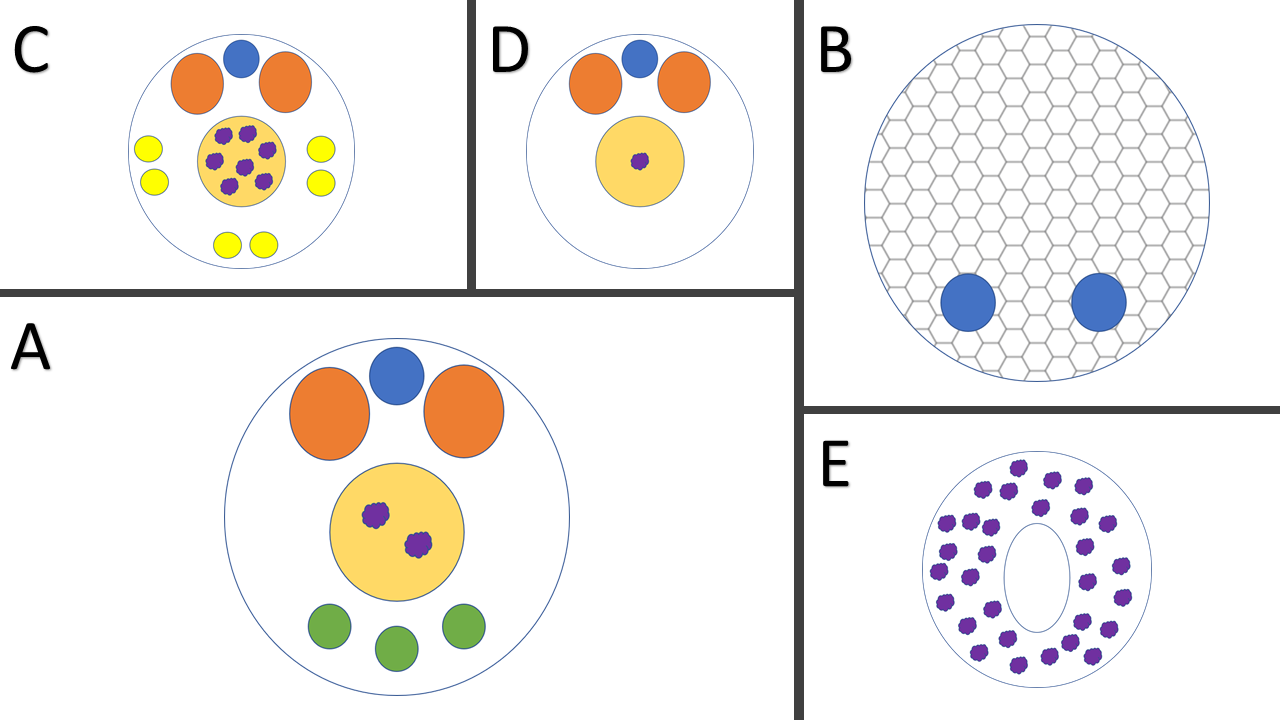
Múltiples ejemplos de la variación del número de células en los gametofitos femeninos de plantas de semilla maduras antes de la fertilización. Cada célula contiene un núcleo a menos que se represente de otra manera. A: Típico gametofito femenino de angiosperma de 7 células y 8 núcleos (ej. Tilia americana). B: Gametofito femenino típico de gimnosperma con muchas células somáticas haploides ilustradas con una rejilla en forma de panal y dos células germinales haploides (ej. Ginkgo biloba). C: Gametofito femenino de angiosperma anormalmente grande con 10 células y 16 núcleos (ex. Peperomia dolabriformis). D: Gametofito femenino de angiosperma anormalmente pequeño de 4 células y 4 núcleos (ex. Amborella trichopoda). E: Gametofito femenino de gimnosperma inusual que es unicelular con muchos núcleos libres que rodean una vacuola central ilustrada (ex. Gnetum gnemon). Azul: célula huevo. Naranja oscuro: célula sinérgica. Amarillo: célula accesoria. Verde: célula antipodal. Melocotón: célula central. Morado: núcleos individuales

El gametofito femenino en las gimnospermas difiere del gametofito masculino ya que pasa todo su ciclo vital en un solo órgano, el óvulo situado en el interior del megastrobilus o cono femenino. Al igual que el gametofito masculino, el gametofito femenino normalmente depende totalmente del tejido esporofítico circundante para obtener nutrientes y los dos organismos no pueden separarse. Sin embargo, los gametofitos femeninos de Ginkgo biloba sí contienen clorofila y pueden producir algo de su propia energía, aunque, no lo suficiente como para mantenerse sin ser complementados por el esporofito. El gametofito femenino se forma a partir de una megaspora diploide que se somete a meiosis y comienza a ser unicelular. El tamaño del gametofito femenino maduro varía drásticamente entre los órdenes de gimnospermas. En Cycadophyta, Ginkgophyta, Coniferophyta y algunas Gnetophyta, el gametofito femenino unicelular se somete a muchos ciclos de mitosis y acaba estando formado por miles de células una vez maduro. Como mínimo, dos de estas células son óvulos y el resto son células somáticas haploides, pero puede haber más óvulos y su ploidía, aunque típicamente haploide, puede variar. En determinadas Gnetophyta, el gametofito femenino permanece unicelular. Se producen mitosis, pero nunca se realizan divisiones celulares. Esto hace que el gametofito femenino maduro en algunas Gnetophyta tenga muchos núcleos libres en una célula. Una vez maduro, este gametofito unicelular es un 90% más pequeño que los gametofitos femeninos de otros órdenes de gimnospermas. Después de la fecundación, el tejido restante del gametofito femenino en las gimnospermas sirve como fuente de nutrientes para el cigoto en desarrollo (incluso en las Gnetophyta donde la célula diploide del cigoto es mucho más pequeña entonces, y durante un tiempo vive dentro del gametofito unicelular). El precursor del gametofito masculino de las angiospermas es una célula madre de la microspora diploide situada en el interior de la antera. Una vez que la microspora se somete a la meiosis, se forman 4 células haploides, cada una de las cuales es un gametofito masculino unicelular. El gametofito masculino se desarrollará mediante una o dos rondas de mitosis dentro de la antera. Esto crea un gametofito masculino de 2 o 3 células que se conoce como el grano de polen una vez que se produce la dehiscencia. Una célula es la célula tubular, y la célula o células restantes son los espermatozoides. El desarrollo del gametofito masculino de tres células antes de la dehiscencia ha evolucionado múltiples veces y está presente en alrededor de un tercio de las especies de angiospermas permitiendo una fertilización más rápida después de la polinización. Una vez que se produce la polinización, la célula tubular crece en tamaño y si el gametofito masculino tiene sólo 2 células en esta etapa, la célula espermática única se somete a mitosis para crear una segunda célula espermática. Al igual que en las gimnospermas, la célula tubular de las angiospermas obtiene los nutrientes del tejido esporofítico, y puede ramificarse en el tejido del pistilo o crecer directamente hacia el óvulo. Una vez completada la doble fecundación, la célula tubular y otras células vegetativas, si están presentes, son todo lo que queda del gametofito masculino y pronto se degradan.
El gametofito femenino de las angiospermas se desarrolla en el óvulo (situado en el interior de la flor femenina o hermafrodita). Su precursor es una megaspora diploide que sufre una meiosis que produce cuatro células hijas haploides. Tres de estas células gametofíticas independientes degeneran y la que queda es la célula madre gametofítica que normalmente contiene un núcleo. En general, a continuación se dividirá por mitosis hasta constar de 8 núcleos separados en 1 célula huevo, 3 célula antipodals, 2 sinérgicas, y una célula central que contiene dos núcleos. En determinadas angiospermas, se dan casos especiales en los que el gametofito femenino no tiene 7 células con 8 núcleos. En el extremo pequeño del espectro, algunas especies tienen gametofitos femeninos maduros con sólo 4 células, cada una con un núcleo. Por el contrario, algunas especies tienen gametofitos femeninos maduros de 10 células que constan de 16 núcleos en total. Una vez que se produce la doble fecundación, el óvulo se convierte en el cigoto, que pasa a considerarse tejido esporófito. Los estudiosos siguen discrepando sobre si la célula central fecundada se considera tejido gametofítico. Algunos botánicos consideran que esta endospora es un tejido gametofítico en el que normalmente 2/3 son femeninos y 1/3 masculinos, pero como la célula central antes de la doble fecundación puede oscilar entre 1n y 8n en casos especiales, las células centrales fecundadas oscilan entre 2n (50% masculino/femenino) y 9n (1/9 masculino, 8/9 femenino). Sin embargo, otros botánicos consideran que la endospora fecundada es un tejido esporofítico. Algunos creen que no es ninguna de las dos cosas.